# Château d'Arzens
Le château d'Arzens est un château situé à Arzens, en France.

## Localisation
Le château est situé sur la commune d'Arzens, dans le département français de l'Aude.

## Historique
L'édifice est inscrit au titre des monuments historiques en 1948.